# Palacio Vistalegre
Le Palacio Vistalegre est un complexe multispectacle situé à Madrid (Espagne).

## Présentation
L'édifice est construit sur une ancienne arène appelée La Chata, datant de  1908 puis détruite en 1995 pour laisser place à l'édifice actuel. Ce dernier est inauguré en 2000 avec une corrida à laquelle participe notamment Curro Romero.
Dans la partie inférieure sont situés un centre commercial et deux mille places de parking. Il y a également une salle couverte et climatisée d'une capacité de 15 000 places.
En plus de sa fonction taurine, la nouvelle installation permet d'héberger avec régularité des évènements musicaux et sportifs. Entre 2002 et 2005, elle accueille l'équipe de basket-ball de Estudiantes Madrid et de handball du BM Atlético de Madrid de 2011 à 2013 puis actuellement l'équipe de basket-ball du Real Madrid.